# Prunel·la grandiflora
La prunel·la grandiflora o prunel·la de flors grans (Prunella grandiflora) és una espècie de planta dins la família lamiàcia, és una planta silvestre i d'ús ornamental.

## Etimologia
- Prunella: aquest mot esdevé de l'entrecreuament del mot del llatí baix brunus (bru, morè) i el derivat en -ella del llatí pruna (brasa, sutge), s'ha volgut relacionar amb el mot alemany bräune (angines).[1]
- grandiflora: mot compost llatí per grandis (gran) i floris (flors), és a dir, flor gran. Fa referència a que és l'espècie amb la inflorescència més gran.[2]

## Noms vernacles
brunel·la (C), herba de les ferides (PV), herba de la gangrena (C), herba de mel (C), herba de la mel (C), herba de la prunel·la, herba de la prunella, herba de l'encangrena (C), herba de traïdor, herba del traïdor (C), herba mel (C), herba melera (C), herba melosa (C), herbes de paller (C), mel (C), meliques (C), prunel·la de flor gran, prunel·la de muntanya, prunel·la muntanyenca, prunel·la pirinenca (B, C), prunella pirinenca (C), salvacriatures (C), xaiets (C) i xuclamel (C).

## Descripció
Hemicriptòfit de 5-48 cm d'alçada, amb la base una mica llenyosa, estolonífera. Les tiges presenten pèls dispersos, desordenats, que quasi mai arriben a recobrir-les, a vegades certs exemplars de xicoteta talla tenen la part inferior molt pilosa. Les tiges floríferes mesuren uns 20-27 cm, i sovint són escaposes, a vegades amb un nus intermedi. Les fulles amb llimbs de 2,7-9 x 1,4-4,4 cm, el·líptiques, ovades, hastades, triangulars, amplament dentades a pinnatisectes, a vegades lobulades, amb freqüència asimètriques, a vegades color verd clar, amb el revers irregularment pilós i l'anvers amb pèls sobretot als nervis, a vegades molt piloses. El pecíol té una llargària de 1-9,5 cm, les fulles basals tenen pecíols més llargs. La inflorescència és una espiga que mesura 1,7-8 x 3-5 cm, i està formada per 2-8 verticil·lastres amb 6-10 flors cadascun. És densa, allargada i sense fulles subjacents. Les bràctees mesuren 9-15 x 9-23,5 mm, i són molt diferents de les fulles; amplament el·líptiques, ovades, cordades, i les inferiors sagitades, amb la punta de 2-6 mm, reticulades, curtament ciliades i piloses en la seua part basal. Les flors amb pedicel d'uns 3 mm de circumferència. El calze d'uns 10-17 mm, sovint de color rogenc o porpra. El tub amb nervis marcats, dispersament pilós. Les dents superiors mesuren 1-1,5 mm, de costats arredonits, i el llavi inferior d'uns 7-12 mm, amb una escletxa entre les dues dents de 4,5 mm. La corol·la 18-38 mm, amb el tub arquejat cap amunt i el llavi superior de 6-15 mm, és còncau, mentres que el llavi inferior és d'uns 5-10 mm, amb el lòbul central més o menys denticulat i dos laterals més xicotets. Els estams exserts, llargs, amb un apèndix de 1,5 mm al costat de les anteres, a vegades rudimentari. Floreix de juny a octubre. El fruit és una núcula de 2-2,3 x 1,6-1,7 mm, subesfèrica, amb un apicle blanquinós de circumferència 0,4 mm i color castany brillant. El seu nombre cromosòmic és 2n = 28.

## Hàbitat i distribució
Té una distribució lateeuropea. Habita a Europa i al sud-oest d'Àsia. A la meitat nord de la Península Ibèrica. Als Països Catalans està present als Pirineus, principalment centrals (la Vall d'Aran, Alta Ribagorça, Pallars Jussà, Pallars Sobirà, Andorra, Baixa Cerdanya, Alta Cerdanya). També al massís dels Ports i la part de l'interior del Maestrat, sense arribar a la Serra d'Espadà.
A la península creix a l'estatge montà i contrades mediterrànies de tendència humida, com ara herbassars o talussos humits de boscos i matolls. És una herbàcia típica del sotabosc de les Boixedes, Rouredes de roure martinenc (Quercus humilis), roure pènol (Quercus robur) i pinedes humides de pi roig i pinassa. També és present en prats mesòfils de muntanya. Es pot trobar des del 50 m als 2200 m d'altitud. Creix a plena llum encara que suporta ombra, amb temperatures moderades. Suporta una continentalitat intermèdia. Requereix de sòls moderadament secs a humits, però sobretot sòls rics en bases (pH 5,5-8), la qual cosa la fa una planta indicadora d'alcalinitat. Habita en sòls moderadament pobres o lleugerament rics, mai present en sòls molt fertilitzats.

## Taxonomia
Als Països Catalans hi ha dues subespècies, però manca a les Balears:
- Subespècie grandiflora: limbe foliar arrodonit o atenuat a la base, no lobat, fa una mota compacta que viu dels 1000 als 2100 m d'altitud.
- Subespècie pyrenaica: limbe foliar més o menys truncat i hastat o auriculat a la base, fa una mota més laxa que la subespècie anterior i viu del 80 als 2200 m d'altitud.

La gran variabilitat observada en aquesta espècie per a caràcters com la mida, la forma de les fulles, que poden ser senceres o lobulades, la pilositat i la grandària de la corol·la, fa que ens semble insostenible reconèixer la subsp. pyrenaica. En localitats del nord de l'Estat espanyol (Cantàbria i País Basc) són freqüents els espècimens amb fulles senceres o molt lleument dentats. Als Pirineus apareixen, a vegades, poblacions amb fulles el·líptiques i agudes. S'han trobat també exemplars amb inflorescències i flors molt grans en zones de Segòvia. A Barcelona s'han trobat exemplars pràcticament glabres.
És semblant a P. vulgaris, però difereix en les fulles superiors distants de la base de la inflorescència i la corol·la, que és més gran de 20-30 mm, amb el tub corbat.

### Híbrids

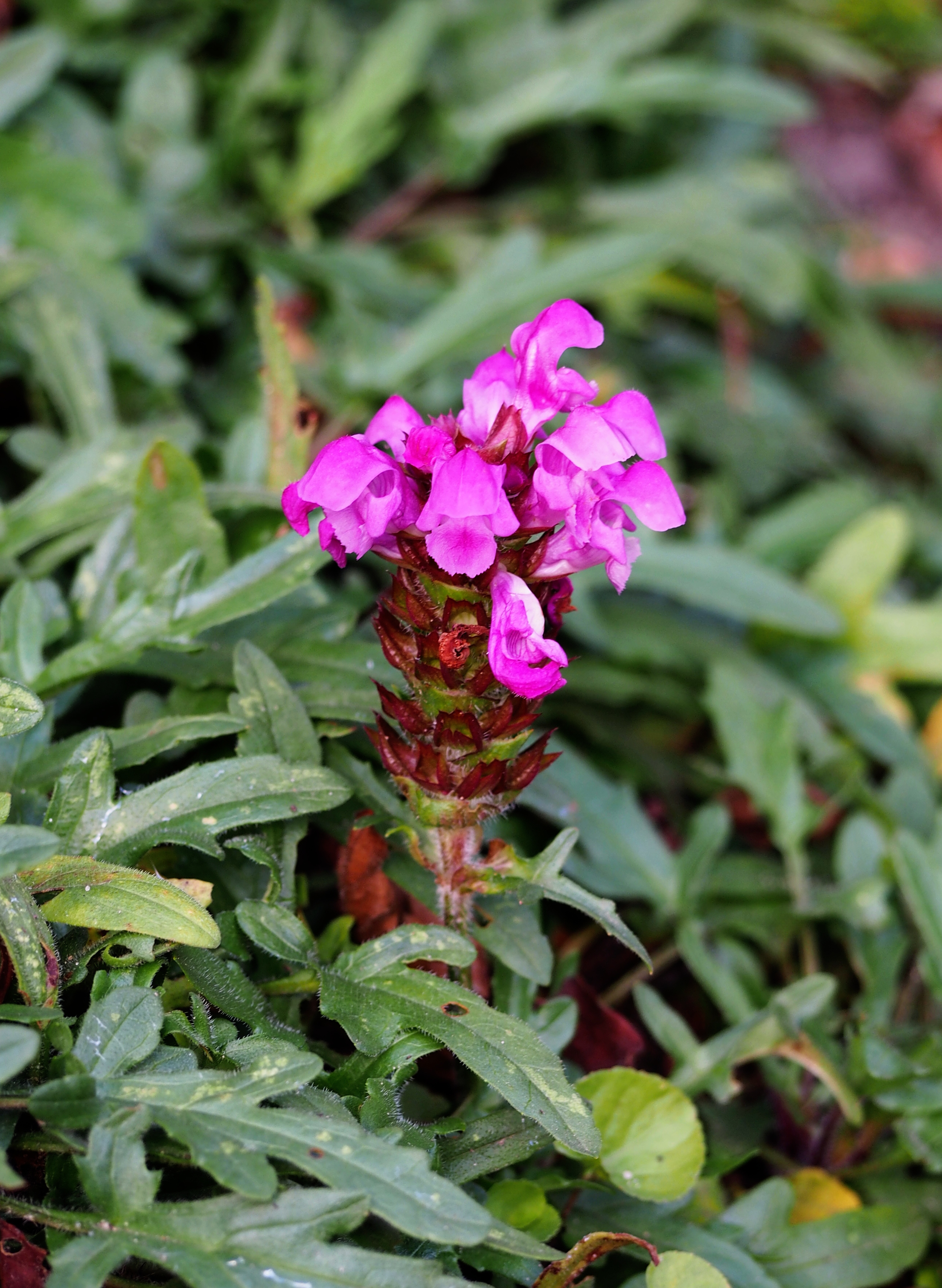
Prunella x bicolor, s'observa corol·la de color rosat, més clar que en els exemplars de P. grandiflora. Les fulles caulinars també són més aviat pinnatipartides

Les espècies del gènere Prunella s'hibriden amb facilitat Prunella grandiflora forma híbrids de manera natural amb Prunella vulgaris i Prunella laciniata.
- Prunella x bicolor (= P. x dissecta): híbrid entre prunel·la grandiflora i prunel·la blanca, present allà on conviuen ambdues espècies. Es un poc més menuda que prunel·la grandiflora (5-30 cm) i floreix de juny a agost. Té trets intermedis de les seues espècies parentals, fulles caulinars lobulades o lleugerament pinnatipartides, pilositat més densa que prunel·la grandiflora però menor que la prunel·la blanca, corol·la més menuda que prunel·la grandiflora, de color violeta, rosa o una combinació de rosat i groguenc.[11] Té una distribució latesubmediterrània, s'ha citat a l'Estat espanyol, França, Suïssa, Àustria, Txecoslovàquia, Ucraïna[12] i Croàcia,[11] creix en pastures i boscos clars humits.[13]
- Prunella x surrecta (= Prunella x spuria): híbrid entre prunel·la grandiflora i prunel·la vulgar. Té trets intermedis de les seues espècies parentals, port d'uns 10-30 cm i corol·la de 1,5-2 cm, més xicotet que prunel·la grandiflora,[13][11] però de major mida que a la prunel·la vulgar. També presenta una major pilositat i a diferència de Prunella x bicolor, les fulles són completament enteres.[11] Presenta una distribució eurosiberiana. Creix en prats humits de l'estatge montà.[14] S'ha citat a Croàcia, Alemanya, Àustria, França, Suïssa i Espanya[15] (Sistema Ibèric).[14]

## Usos
Les fulles són mengívoles, crues o bullides. Tenen un sabor suau. També s'empra en jardineria per cobrir zones amb sol directe o semiombra. Durant el primer any cal birbar les adventícies que van creixent, però prompte ocuparà l'àrea gràcies als seus estolons. Pot utilitzar-se com planta insectari per atraure pol·linitzadors, especialment abelles. És una opció per a les rocalles, sempre tenint en compte perquè pot ser invasiva si les condicions li són favorables.

## Galeria

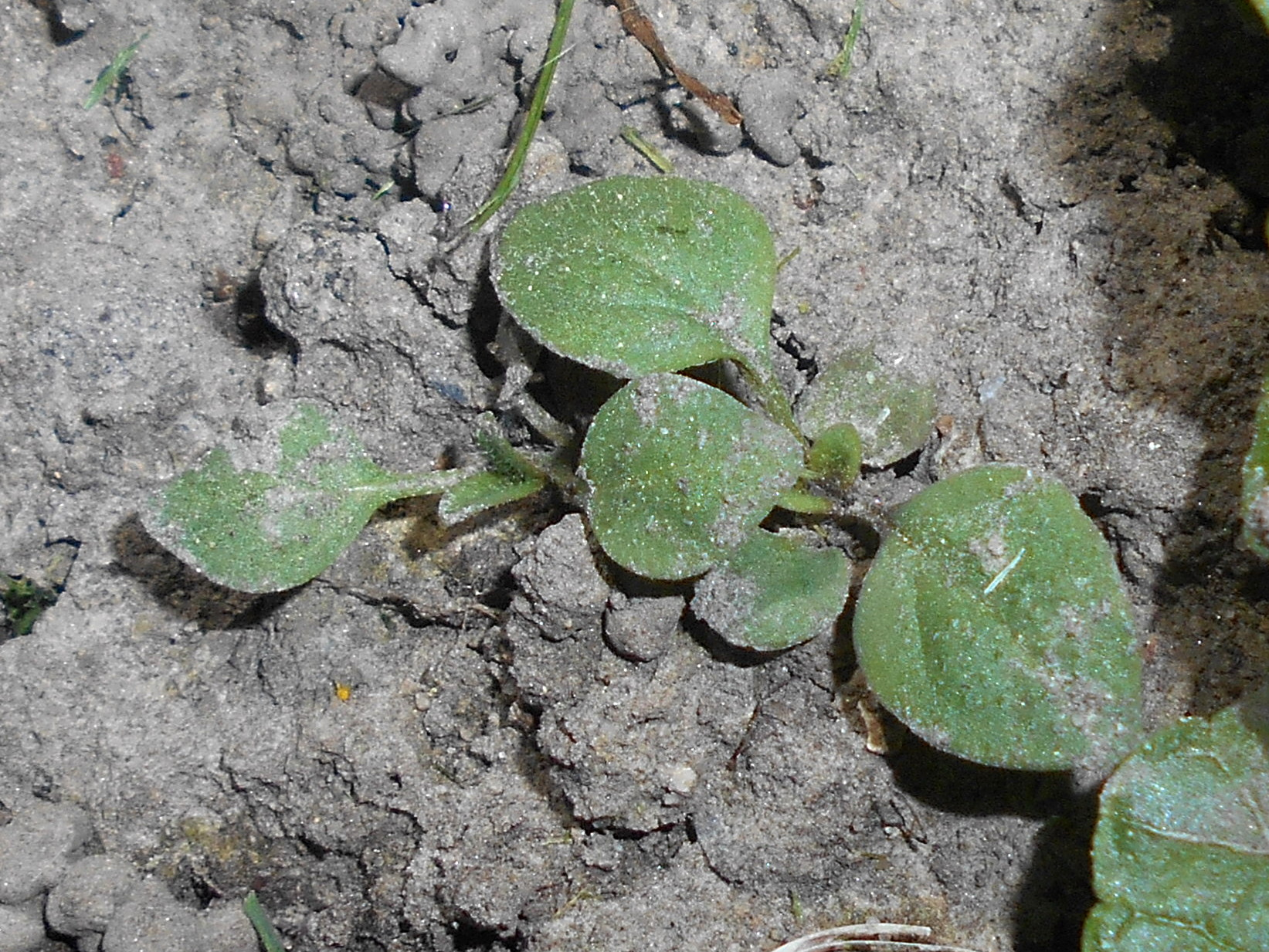
Plàntula
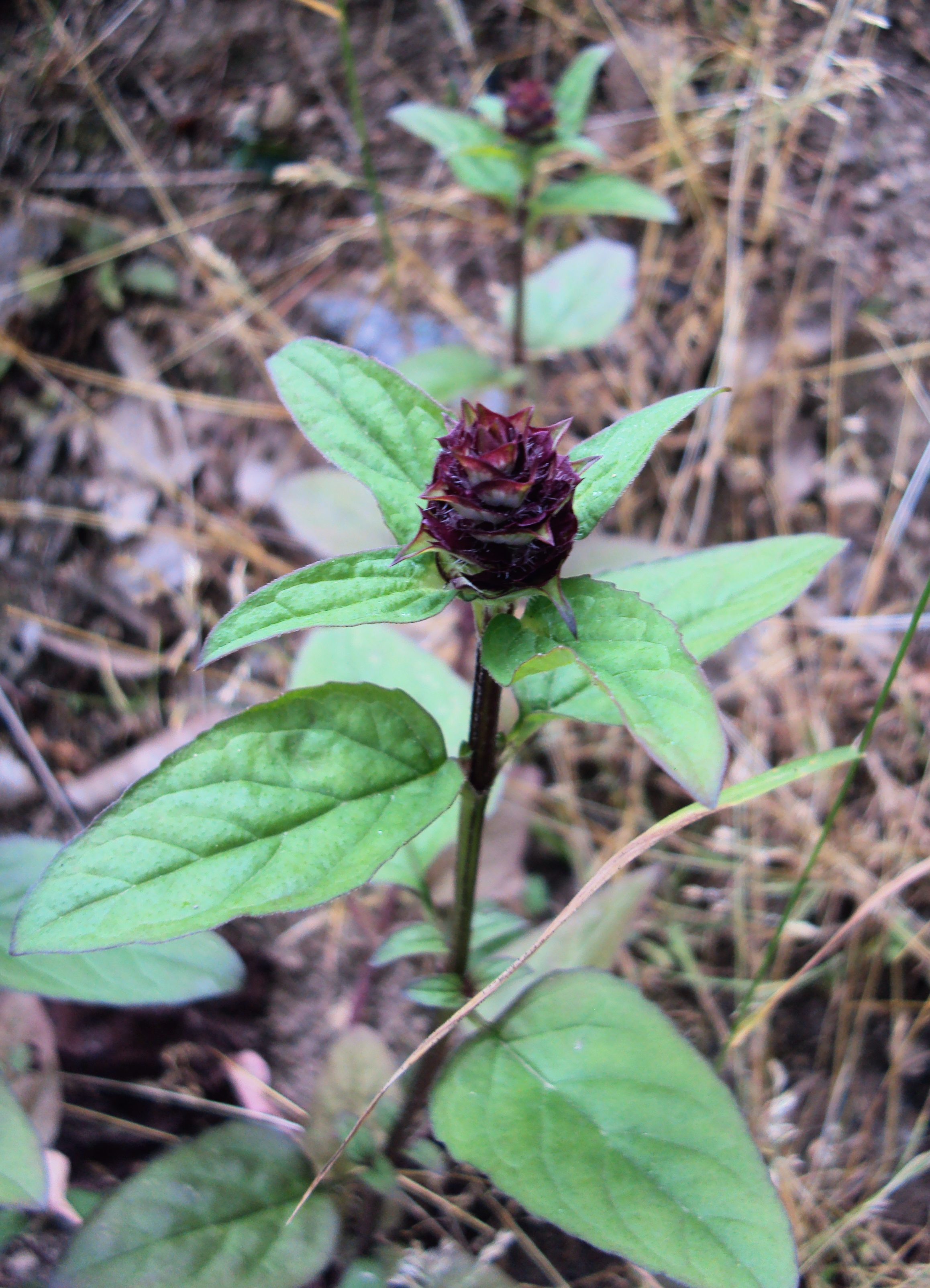
Fulles i inflorescència immadura
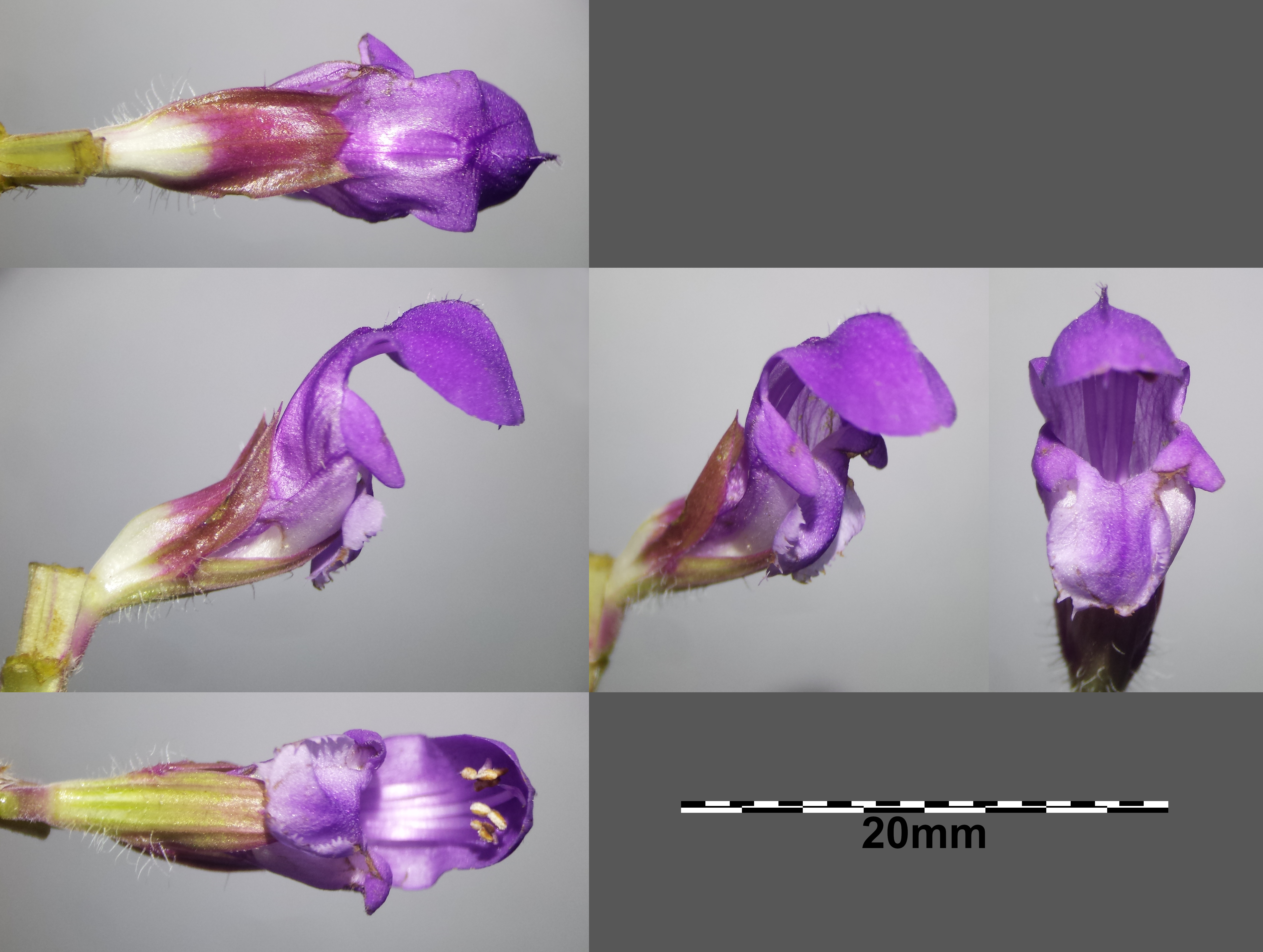
Flors
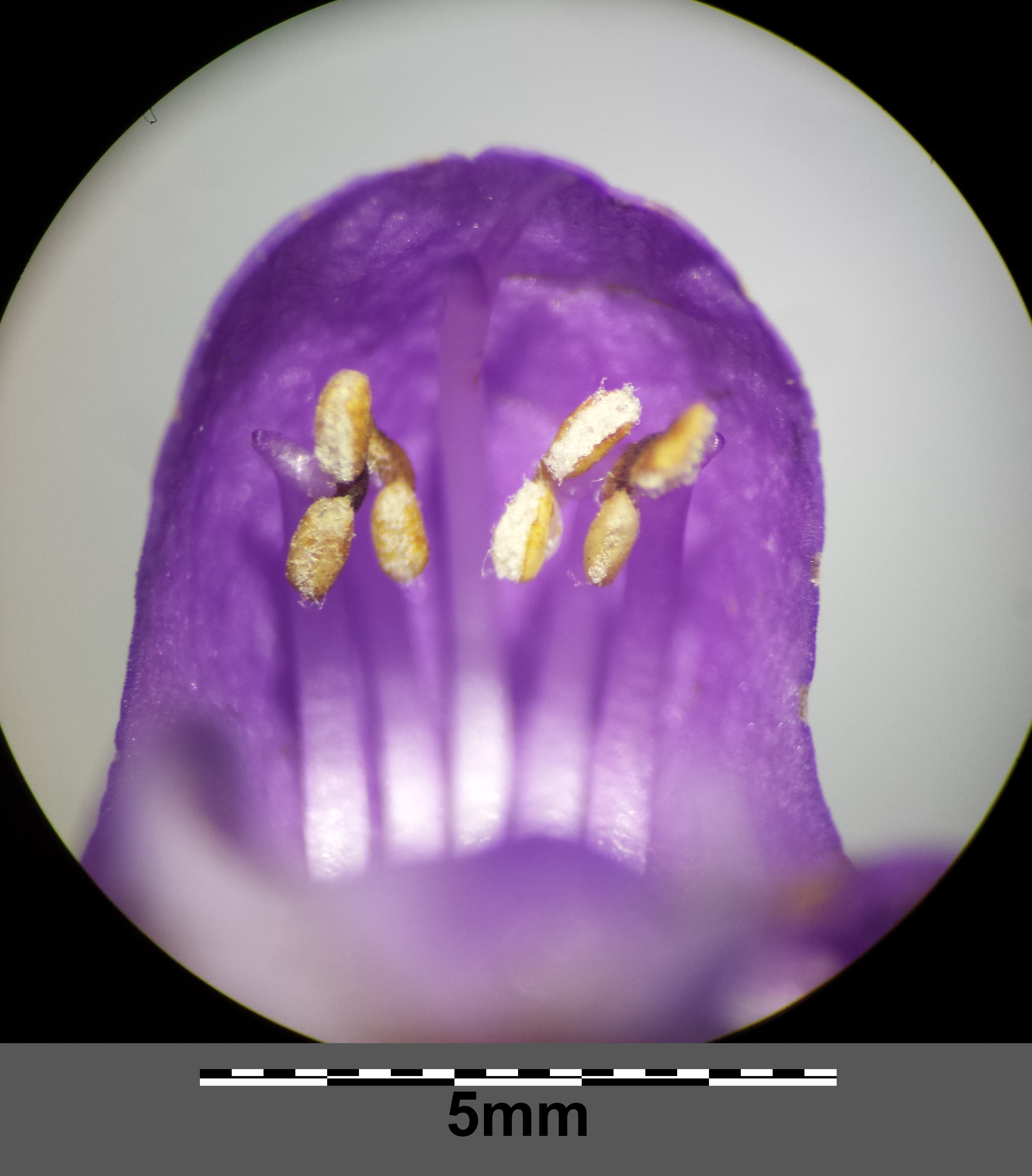
Androceu
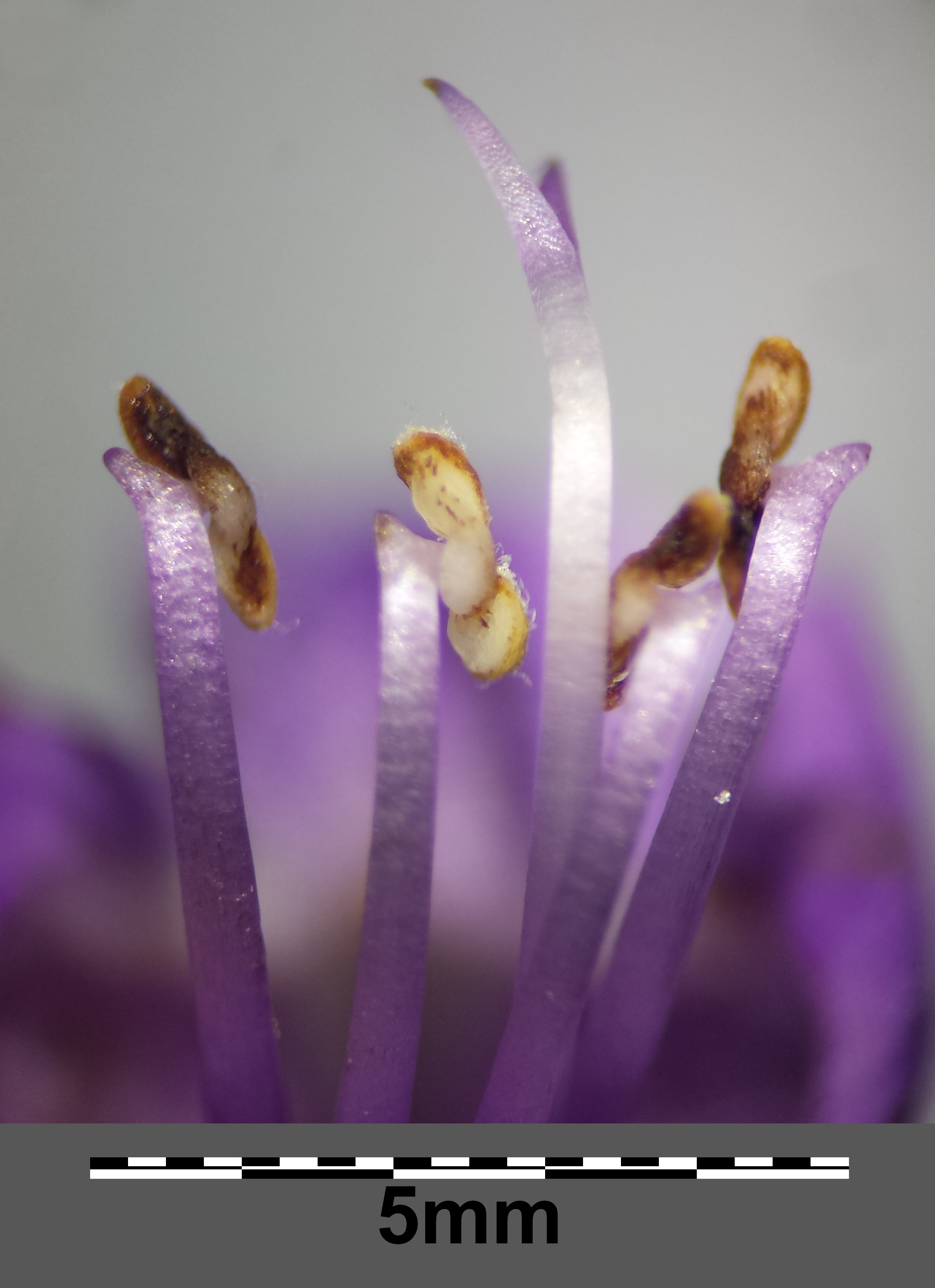
Estams (filaments i anteres)
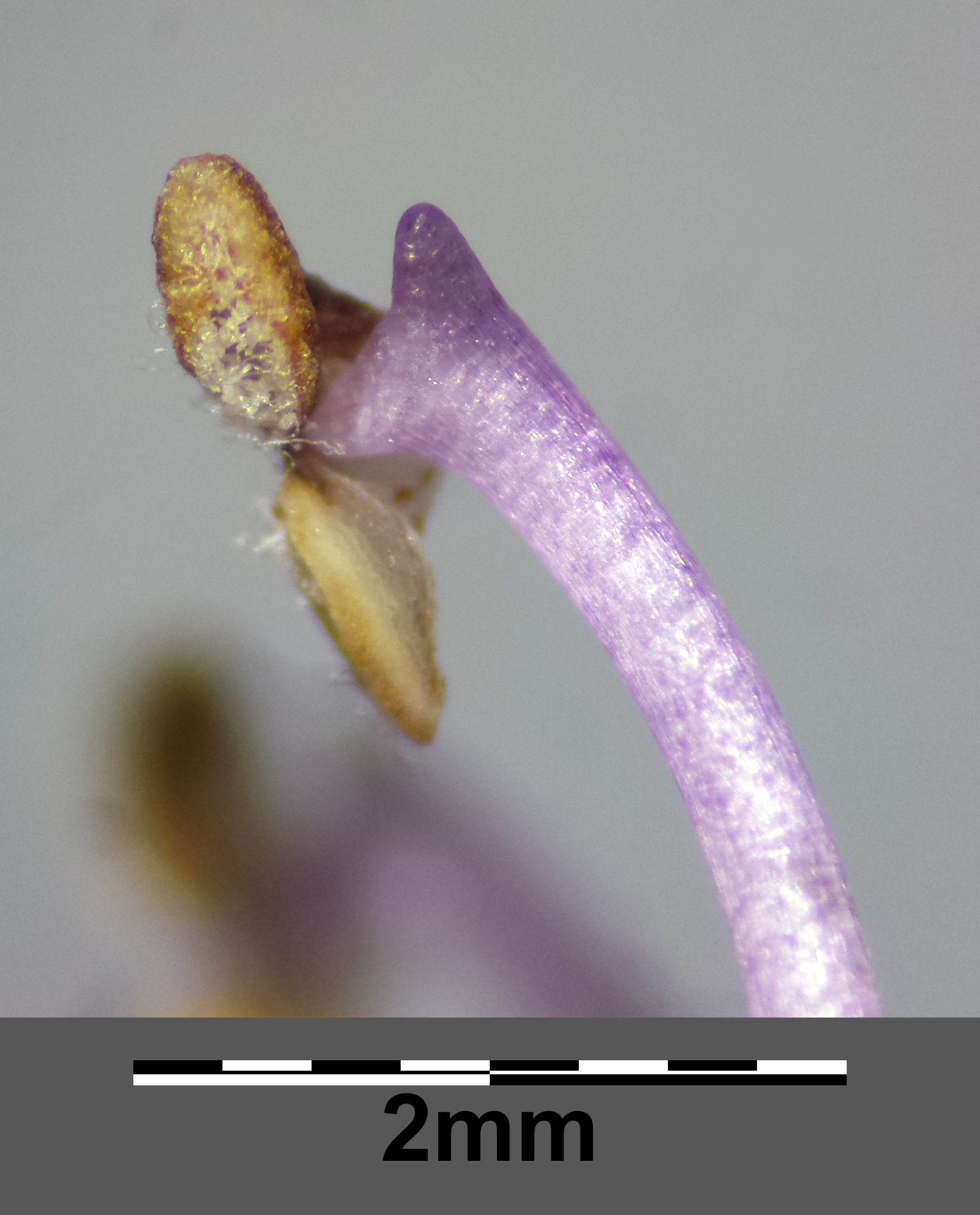
Estam (detall)
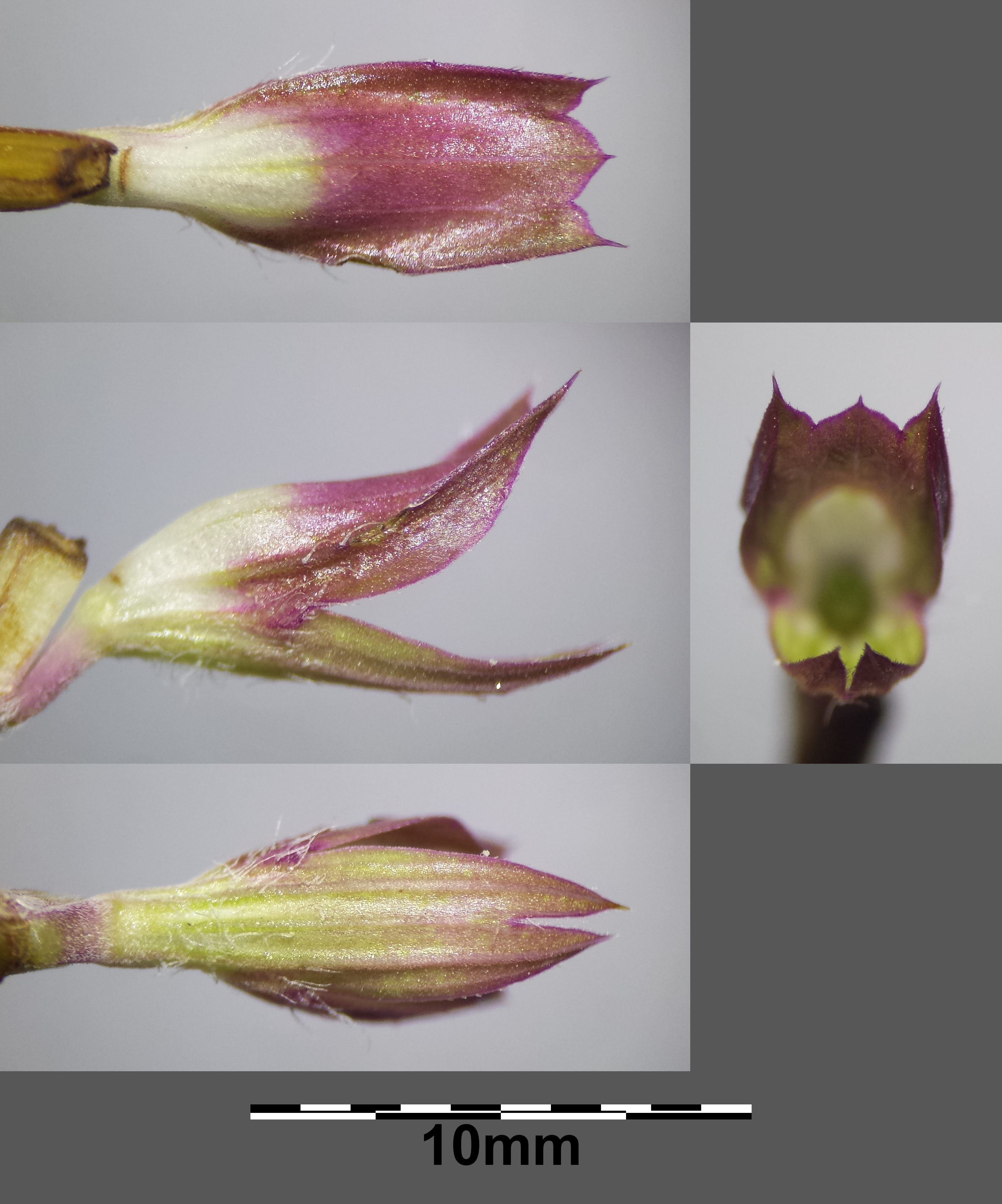
Calze
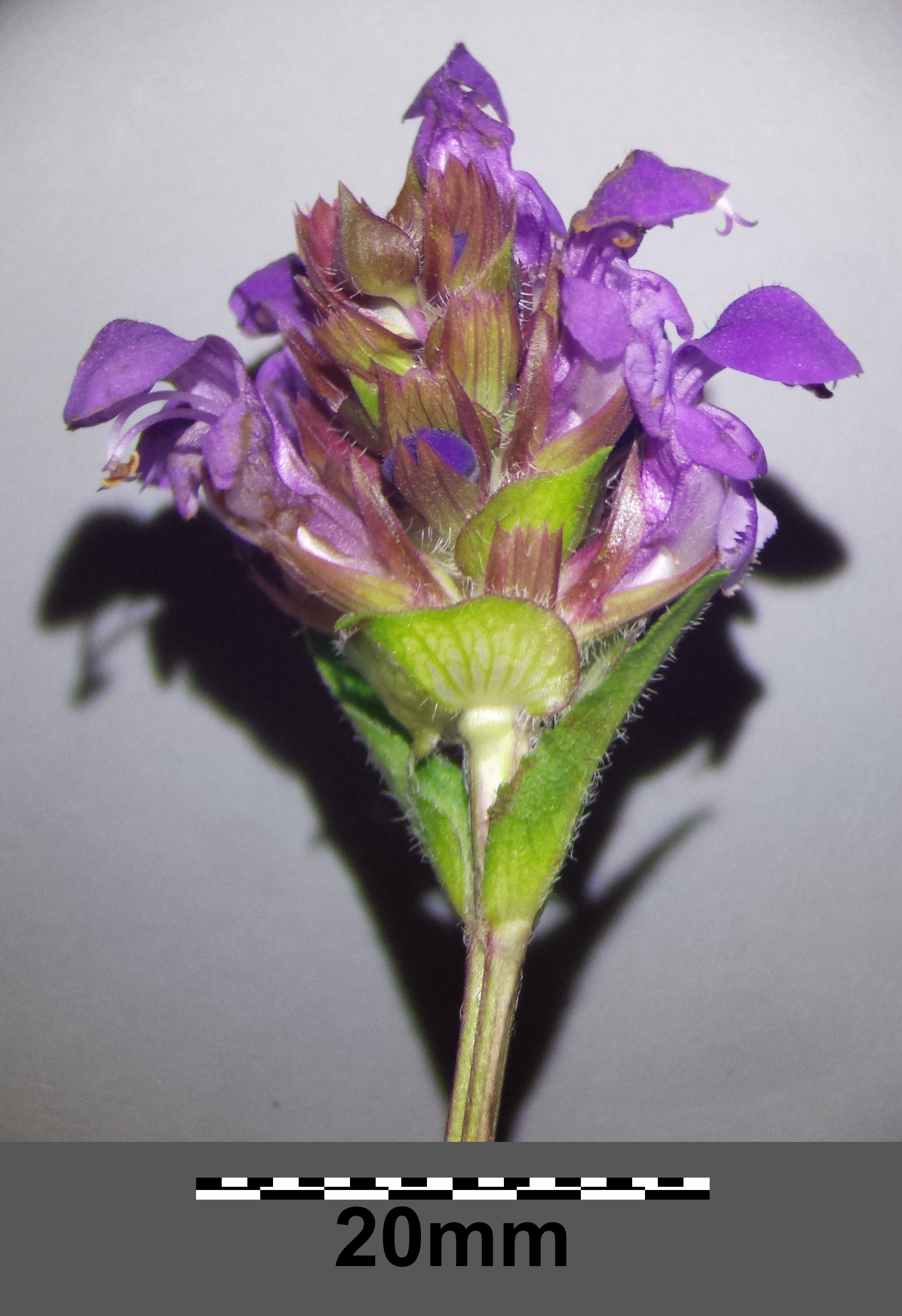
Inflorescència
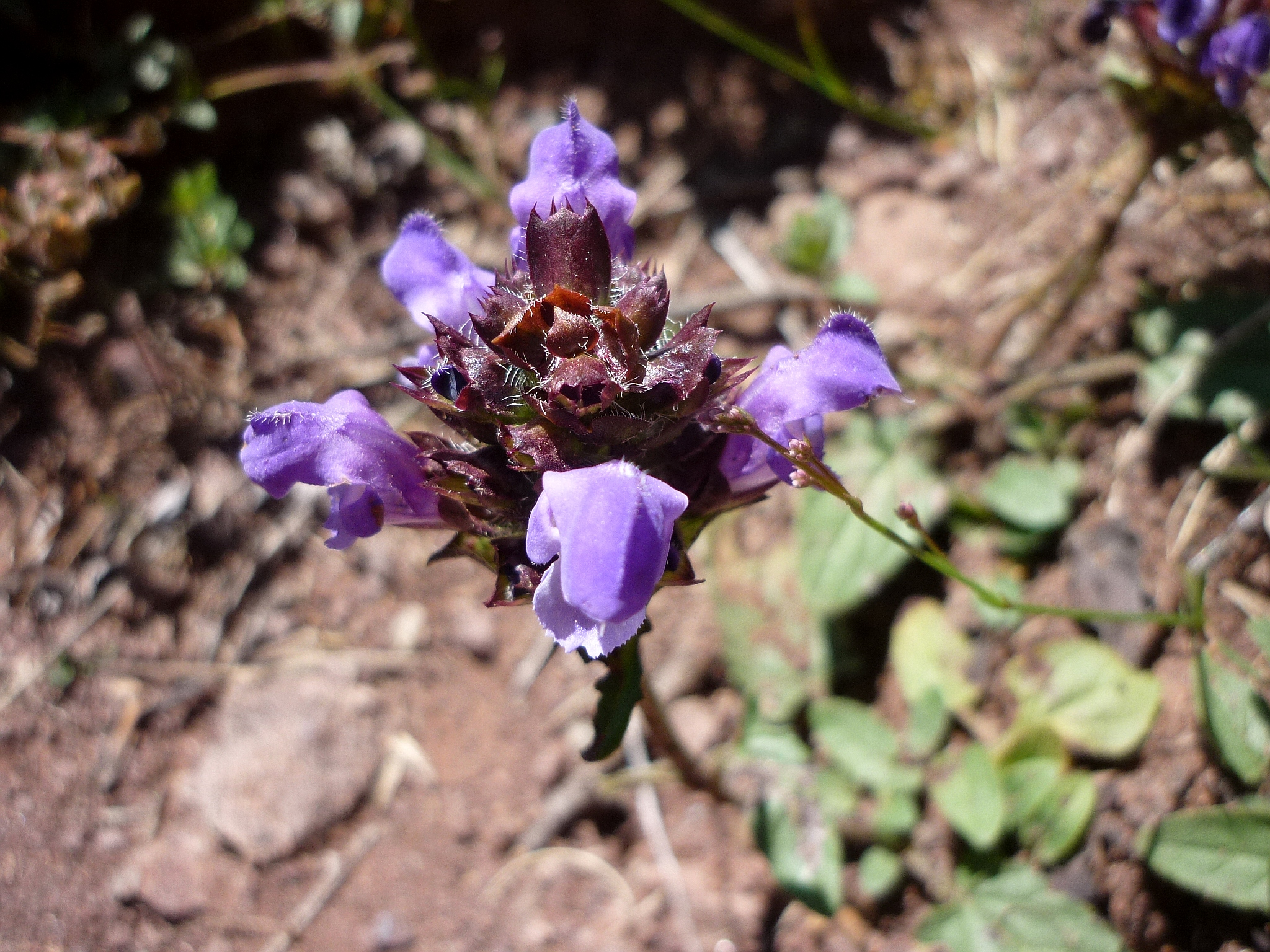
Inflorescència (zenital)
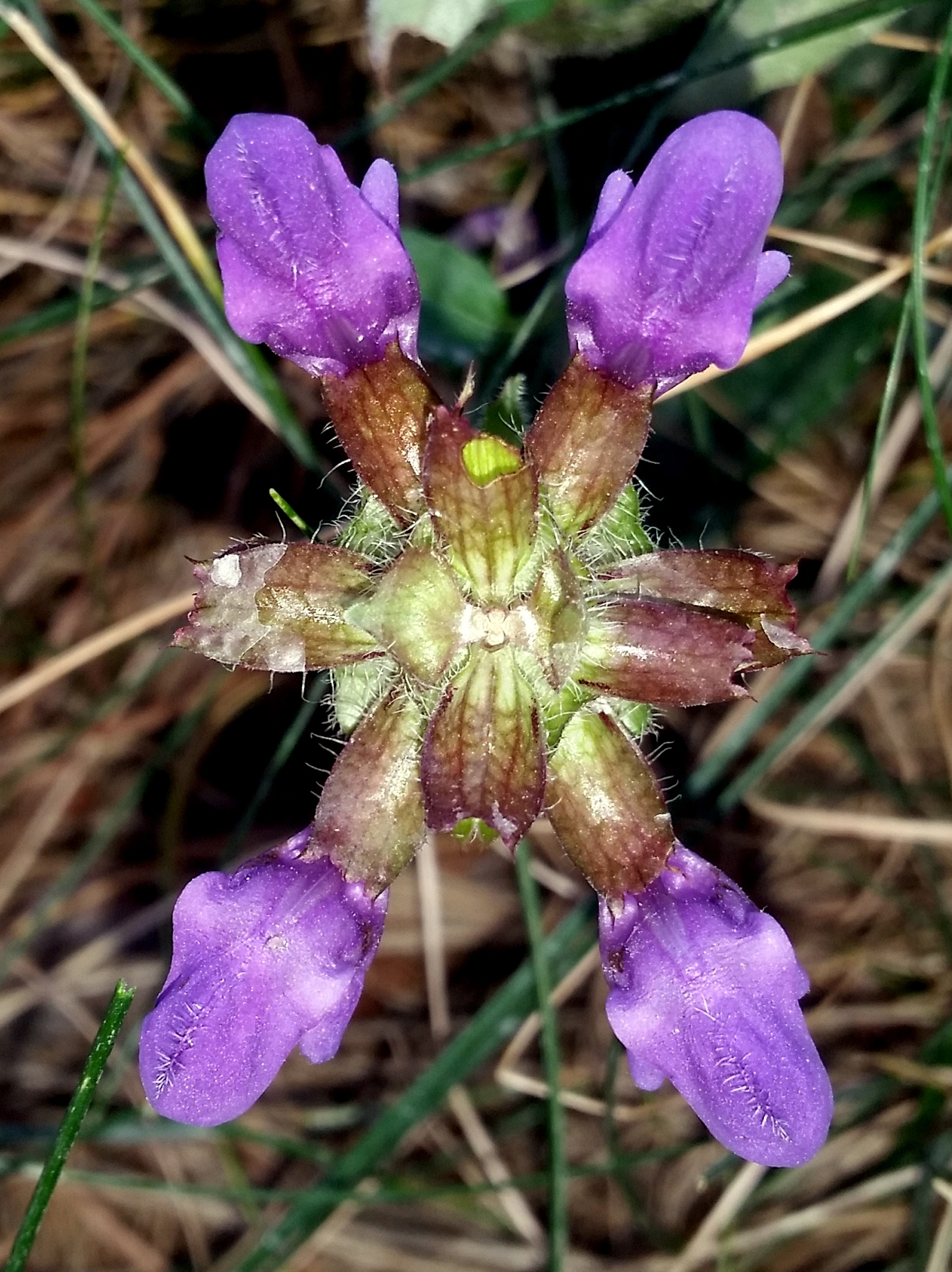
Inflorescència (zenital)
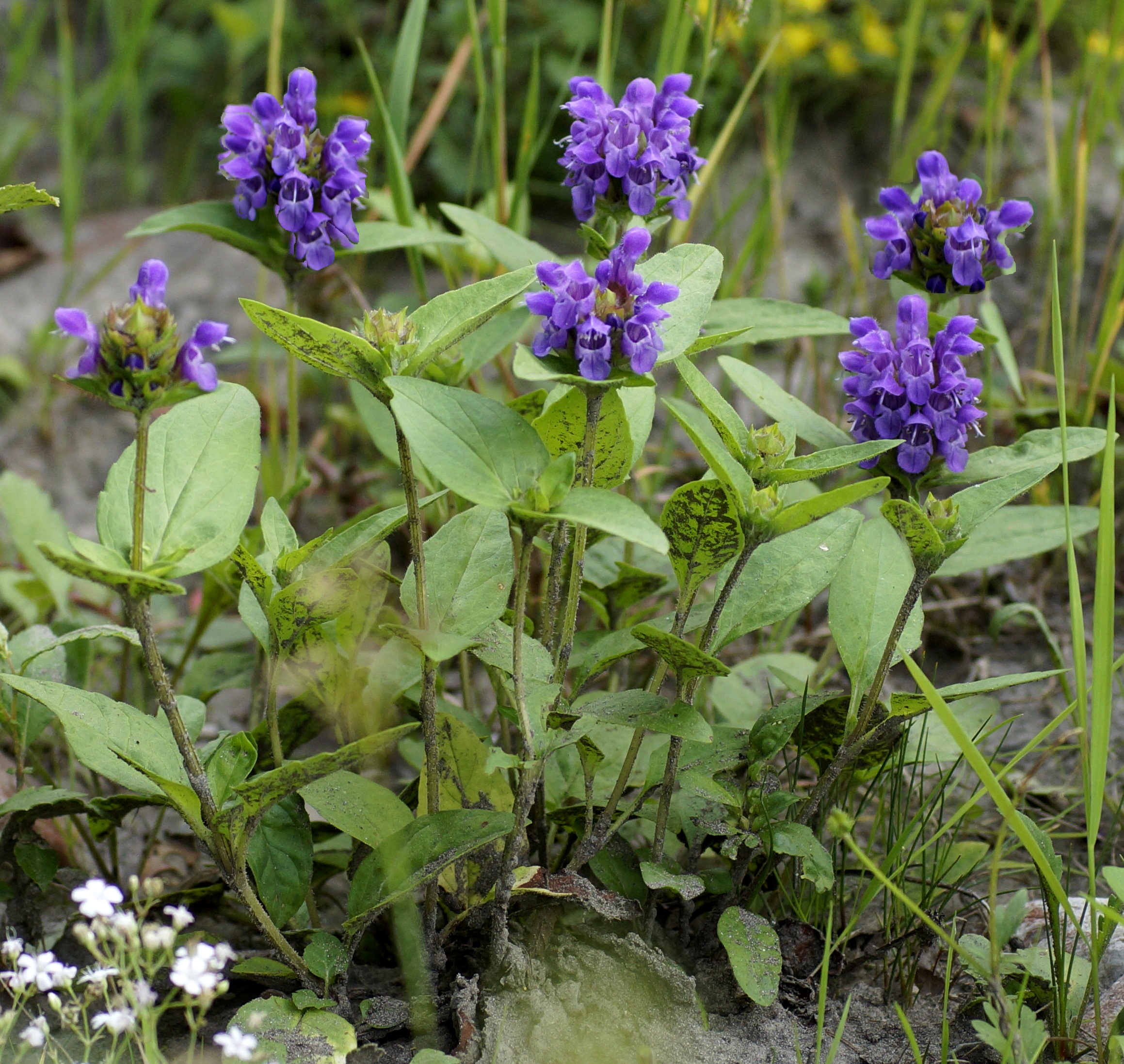
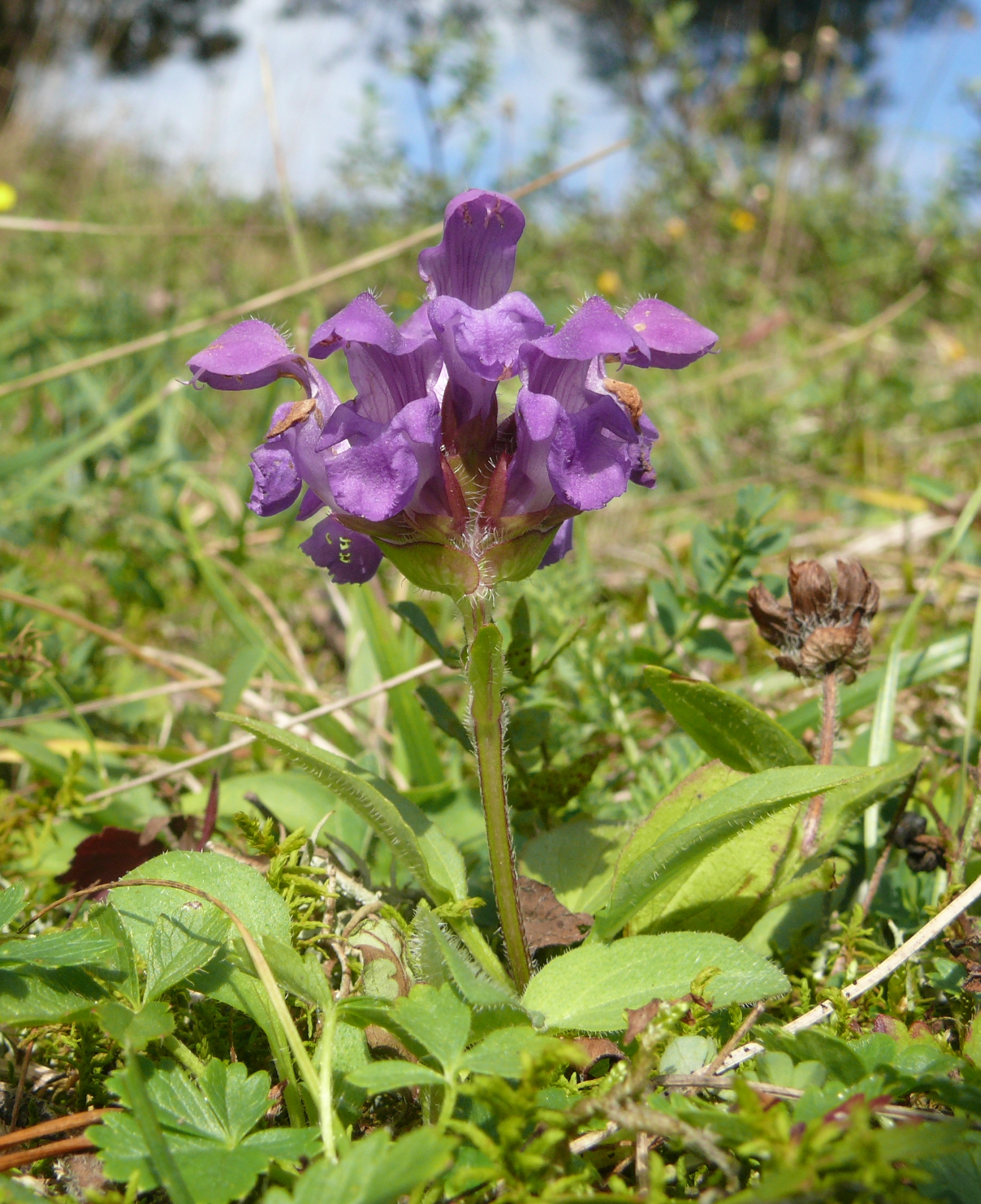
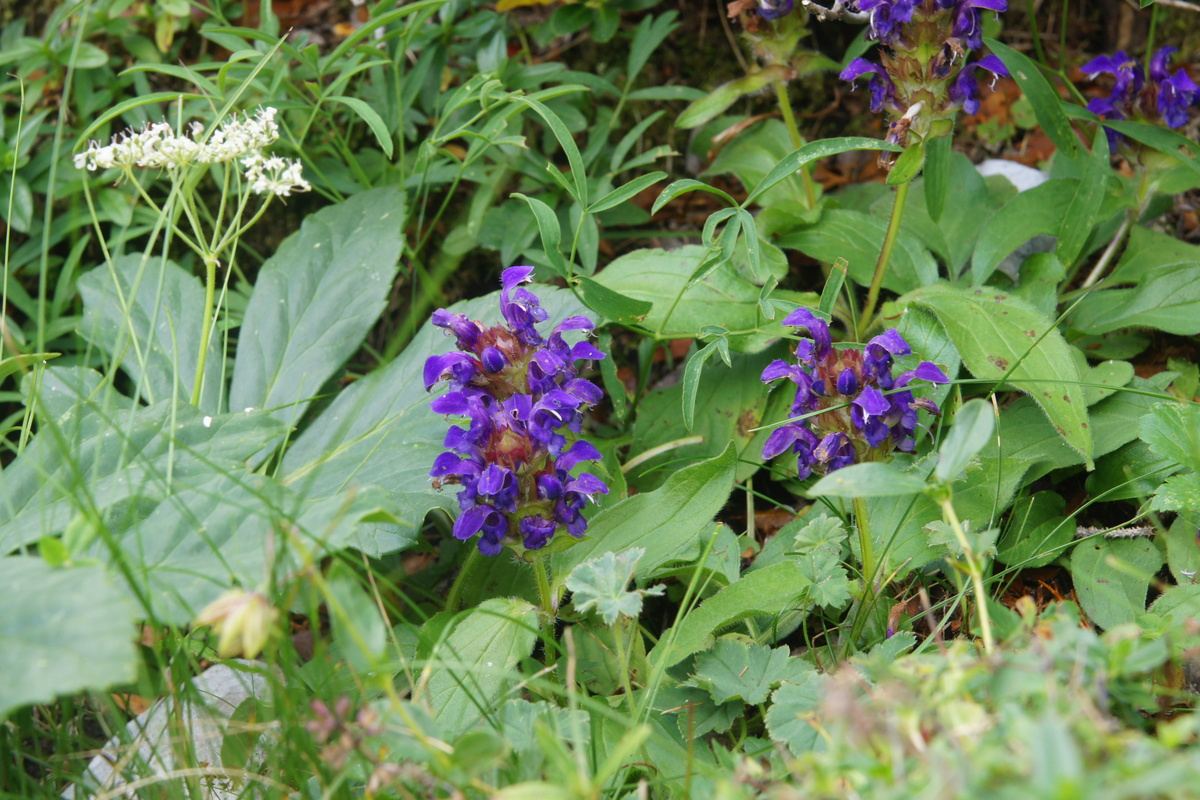
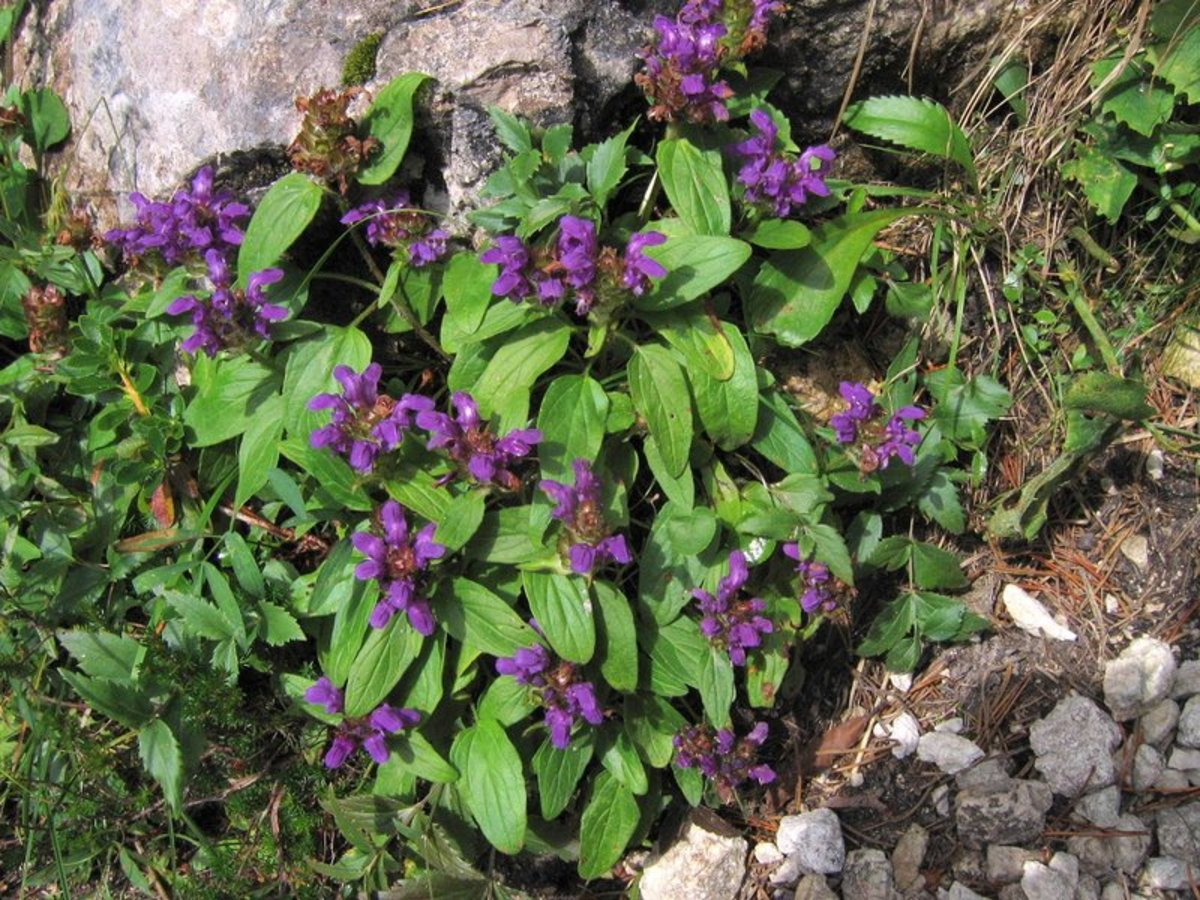